# Tešan Podrugović
Tešan Podrugović, eigentlich Tešan Gavrilović (* 1775 in Kazanci bei Gacko in der Herzegowina, Osmanisches Reich; † 1815), war ein serbischer Hajduk, illiterater Dichter der Oral poetry und Guslar. Er beteiligte sich am ersten und zweiten serbischen Aufstand während der serbischen Revolution und bildete neben Filip Višnjić und der „Blinden Živana“ Vuk Stefanović Karadžićs wichtigste Quelle für seine zweite Ausgabe der serbo-kroatischen Heldenlieder Narodna serbska pjesnarica (Wien, 1815), die auch seine erste war, die mit Hilfe der Vermittlung von Guslaren entstand. Vuk bezeichnete Tešan Podrugović als seinen besten Epen, der, obwohl er die Gusle gut spielen konnte, diese nur rezitierte. Die epische Figur des Kraljević Marko verdankt Teile der markanten, oft komischen Züge der Dichtung Podrugovićs. 22 Epen in Vuk Karadžić Serbische Volkslieder stammen aus der Notation von Podrugovićs, der nach Karadžićs Überzeugung ein Repertoire von noch mindestens 100 Epen beherrschen musste, diese jedoch nicht mehr aufschreiben konnte, da Podrugović schon kurz nach der Bekanntschaft mit Ausbruch des Zweiten Serbischen Aufstandes wieder zurück nach Serbien ging und dort fiel.

## Leben
Podrugovićs Familie entstammte dem Dorf Kazanci bei Gacko in der Herzegowina. Geboren wurde er als Tešan Gavrilović, da er besonders großgewachsen war, bekam er den Namen Podrugović (von po drugog čoveka – dt. so groß wie ein Mann und ein halber). Zuerst verdiente er sein Geld als Händler und reiste viel. Als junger Mann zeichnete er sich schon durch großen Mut und Kraft aus. Als im Hause alle flohen als eine Gruppe von Türken eine Frau in der Familie vergewaltigen wollte, tötete er einen und vertrieb die anderen. Danach musste er fliehen und lebte im Alter von Fünfundzwanzig fortan als Haiduke.
Nachdem der Serbische Aufstand 1804 ausgebrochen war, überquerte er die Drina und kam nach Serbien. Er floh 1813 nach Niederschlagung des serbischen Aufstandes über die Save in die Österreich-Ungarische Region Syrmien und war dort längere Zeit im Kloster Šišatovac, wo er wie Filip Višnjić sich Kirchenlegenden für Einbringung in die heroische Dichtung der Oral poetry aneignete. 1815 neuerlich dem Ruf zum Freiheitskampf folgend, kam er nach einem Scharmützel letztlich ums Leben.

## Lieder
Der erste Sänger, den Vuk Karadžić als Erwachsener erstmals hörte, war Tešan Podrugović, den er durch Obrad, Lukijan Mušickis Cousin kurz vor Ostern 1815 kennenlernte, eine Woche nach dem Beginn des Zweiten Serbischen Aufstandes und Miloš Obrenović. Vuk konnte ihn nur schwer abhalten, sofort zu den Aufständischen hinüberzulaufen, doch schon bald schloss sich Tešan diesen an. Schon im Sommer verließ er die Armee, tötete einen osmanischen Bey und wurde in Bosnien wieder zu einem Haiduken. In einem Gasthaus kam es zu einem Streit mit Türken, die ihn schwer verletzten und er kurz danach an den Verletzungen verstarb.
Tešans Lieder sowie die von den anderen Sängern in Vuks zweiter Edition Serbischer Volkslieder wurde 1815 von Jernej Kopitar den in einer diplomatischen Mission weilenden Jakob Grimm vorgelegt. Über Grimm wurde Vuk auch mit Goethe bekannt, was den Beginn der deutschen und europäischen Rezeption der Südslawischen Epik einleitete.
- Marko Kraljević erkennt das Schwert seines Vaters
- Die Hochzeit des Marko Kraljević
- Marko Kraljević und die Tochter des Arabischen Königs
- Marko Kraljević und Musa Kesedžija
- Marko Kraljević und Đemo vom Berg
- Marko Kraljević und Lutica Bogdan
- Zar Lazar und Zarin Milica (Car Lazar i Carica Milica)